# Tweede Kamerverkiezingen 2023/Kandidatenlijst/GroenLinks-PvdA
Dit is de kandidatenlijst voor de Tweede Kamerverkiezingen van 2023 van GroenLinks-PvdA, zoals die op 13 oktober 2023 werd vastgesteld door de Kiesraad. De lijst is een samenwerkingsverband van GroenLinks en de Partij van de Arbeid (PvdA), die bij de Tweede Kamerverkiezingen in 2021 nog met afzonderlijke lijsten meededen.

## Landelijke kandidaten
- vet: verkozen
- schuin: voorkeurdrempel overschreden

1. Frans Timmermans (PvdA) - 760.521 stemmen
2. Esmah Lahlah (GL) - 217.787
3. Jesse Klaver (GL) - 149.437
4. Kati Piri (PvdA) - 39.245
5. Lisa Westerveld (GL) - 141.064
6. Mariëtte Patijn (PvdA) - 11.388
7. Suzanne Kröger (GL) - 25.711
8. Julian Bushoff (PvdA) - 13.992
9. Tom van der Lee (GL) - 3.561
10. Songül Mutluer (PvdA) - 8.711
11. Laura Bromet (GL) - 19.518
12. Habtamu de Hoop (PvdA) - 20.077
13. Senna Maatoug (GL) - 11.323
14. Mohamed Mohandis (PvdA) - 3.348
15. Geert Gabriëls (GL) - 8.034
16. Joris Thijssen (PvdA) - 1.871
17. Kauthar Bouchallikht[1] (GL) - 12.879
18. Barbara Kathmann (PvdA) - 10.665
19. Elke Slagt-Tichelman (GL) - 10.333
20. Mikal Tseggai (PvdA) - 7.035
21. Raoul White (GL) - 3.192
22. Anita Pijpelink (PvdA) - 12.340
23. Glimina Chakor (GL) - 17.794
24. Jimme Nordkamp (PvdA) - 3.051
25. Luc Stultiens[1] (GL) - 2.577
26. Marleen Haage (PvdA) - 16.764
27. Daniëlle Hirsch (GL) - 25.012
28. Hayte de Jong (PvdA) - 1.359
29. Jeroen Postma (GL) - 1.166
30. Inge Oosting (PvdA) - 8.587
31. Margreet de Boer (GL) - 4.312
32. Jan Daenen (PvdA) - 1.887
33. April Ranshuijsen (GL) - 9.126
34. Eylem Köseoglu (PvdA) - 8.525
35. Evelien van Roemburg (GL) - 4.903
36. Abassin Nessar (PvdA) - 1.116
37. Lyle Muns (GL) - 1.254
38. Iris Vrolijks (PvdA) - 5.491
39. Paul Smits (GL) - 1.168
40. Mohamed Nabih (PvdA) - 1.614
41. David Rietveld (GL) - 243
42. Yasin Torunoglu (PvdA) - 1.607
43. Eva de Bruijn (GL) - 8.487
44. Eline Bosman (PvdA) - 948
45. Charda Kuipers (GL) - 2.006
46. Marlieke van Schalkwijk (PvdA) - 2.271

## Regionale kandidaten
De plaatsen 47 t/m 50 op de lijst waren per regio van drie tot vijf kieskringen verschillend ingevuld.

### Groningen, Leeuwarden, Assen, Zwolle
1. Romano Boshove (GL) - 191
2. Eefke Meijerink (PvdA) - 1.729
3. Verone de Vries (GL) - 374
4. Yara Hümmels (PvdA) - 1.563

### Lelystad, Nijmegen, Arnhem, Utrecht
1. Jelmer Becker (PvdA) - 754
2. Bram Leeuwenkamp (GL) - 585
3. Valentijn Brinkman (PvdA) - 168
4. Fenneke van der Vegte (GL) - 1.420

### Amsterdam, Haarlem, Den Helder
1. Giel van der Steenhoven (GL) - 40
2. Rebekka Tselms (PvdA) - 195
3. Paulien Gankema (GL) - 345
4. Marjolein Moorman (PvdA) - 8.085

### 's-Gravenhage, Rotterdam, Dordrecht, Leiden
1. Bas Bijlsma (PvdA) - 135
2. Rembrandt Rowaan (GL) - 267
3. Paulien van der Hoeven (PvdA) - 440
4. Lianne van Kalken (GL) - 1.006

### Middelburg, Tilburg, 's-Hertogenbosch, Maastricht, Bonaire
1. Lieke van Son (GL) - 1.869
2. Anna-Lena Penninx (PvdA) - 77
3. Hanneke Roozendaal (GL) - 319
4. Frank van de Wolde (PvdA) - 211

1989 · 
1994 · 
1998 · 
2002 · 
2003 · 
2006 · 
2010 · 
2012 · 
2017 · 
2021 · 
2023
1946 · 1948 · 1952 · 1956 · 1959 · 1963 · 1967 · 1971 · 1972 · 1977 · 1981 · 1982 · 1986 · 1989 · 1994 · 1998 · 2002 · 2003 · 2006 · 2010 · 2012 · 2017 · 
2021 · 2023
VVD · D66 · GroenLinks-PvdA · PVV · CDA · SP · Forum voor Democratie · Partij voor de Dieren · ChristenUnie · Volt · JA21 · SGP · DENK · 50PLUS · BBB · BIJ1 · Piratenpartij - De Groenen · BVNL / Groep Van Haga · Nieuw Sociaal Contract · Splinter · Libertaire Partij · LEF - Voor de Nieuwe Generatie · Samen voor Nederland · Nederland met een PLAN · PartijvdSport · Politieke Partij voor Basisinkomen